# Landesschülervertretung Tirol
Die Landesschülervertretung Tirol (LSV Tirol) ist die gesetzlich gewählte Vertretung aller Schüler Tirols. Sie besteht aus 36 (18 aktive und 18 passive) Mitgliedern aus drei Schulartbereichen: der Allgemeinbildenden höheren Schulen (AHS), der Berufsbildenden Schulen (BMHS) und der Berufsschulen (BS). Die derzeitigen Landesschulsprecher sind Amélie Kammerlander (AHS), Marco Wehinger (BMHS) und Marc-Niklas Geiger (BS).
Die Schülerunion stellt derzeit im Jahr 2025/26 mit 14/18 Mandaten die Mehrheit und alle drei Landesschulsprecher.
Sie wird am Ende des Schuljahres von den wahlberechtigten Schulsprechern des jeweiligen Schultyps in Tirol gewählt.
Die drei Landesschulsprecher sind gleichzeitig auch Mitglieder der Bundesschülervertretung. Die Landesschulsprecher sind die drei Mitglieder mit der jeweils höchsten Zahl an Wahlpunkten.

## Aufgaben
Die Aufgaben der Landesschülervertretung sind im Schülervertretungsgesetz festgehalten:
1. Die Beratung der Schulbehörden in grundsätzlichen Fragen des Unterrichts und der Erziehung
2. Erstattung von Vorschlägen zur Erlassung von Gesetzen und Verordnungen
3. Abgabe von Stellungnahmen zu Gesetz- und Verordnungsentwürfen
4. Erstattung von Vorschlägen in Angelegenheiten von Schulbauten und deren Ausstattung
5. Beratung in Angelegenheiten der Schülerzeitungen
6. Beratung in Fragen der überregionalen Koordination von schulbezogenen Veranstaltungen, Schulveranstaltungen und in Fragen der Durchführung von Veranstaltungen der Schulbahnberatung
7. Herausgabe von Rundschreiben und von Informationsblättern in schulischen Angelegenheiten
8. Planung und Durchführung von Fortbildungsveranstaltungen für Schülervertreter
9. Vorbringen von Anliegen und Beschwerden
10. Planung und Durchführung von Schülerparlamenten

## Schülerparlament
Zu den Aufgaben der LSV zählen auch die regelmäßigen Abhaltungen von Schülerparlamenten. Ein Schülerparlament ist ein demokratischer Weg für Schülerinnen und Schüler, aktiv an der Verbesserung ihres Schulsystems zu arbeiten. Dort treffen sich auf freiwilliger Basis Schülervertreter aus ganz Tirol, um Anträge zu debattieren und über sie abzustimmen.
Mithilfe der damaligen LSV wurde am 5. Februar 2020, im Tiroler Landtag, die Verankerung des Tiroler Schülerparlaments in seiner Geschäftsordnung beschlossen. Getagt wird im Plenarsaal des Tiroler Landtages. Die Anträge, die dort positiv abgestimmt werden, werden direkt an das Büro der Landtagspräsidentin übermittelt.

## Wahl
Die LSV wird jedes Jahr, in allen Bundesländern, am Ende des Schuljahres gewählt. Gewählt kann entweder per Brief die Tage vor dem eigentlichen Wahltag oder in Persona am Wahltag werden. Die gewählten Mitglieder sind dann für das kommende Schuljahr im Amt. Wahlberechtigt ist im Normalfall der jeweilige Schulsprecher oder Schulsprecherin. Ist der Schüler allerdings im Abschlussjahr, so darf er nicht wählen und sein Stellvertreter ist wahlberechtigt. Sind alle Schülervertreter einer Schule im Abschlussjahr, darf keiner aus der Schule wählen.
Wählbar sind die Schulsprecher und deren Stellvertreter, an ganzjährigen Berufsschulen die Schulsprecher und die Tagessprecher und die Mitglieder, die einer Landes-, Bundes- oder Zentrallehranstaltenschülervertretung am Tag der Wahlausschreibung angehören.
Die Wahlergebnisse werden unmittelbar nach der Auszählung auf der Website der Bildungsdirektion Tirol veröffentlicht.

## Mitglieder
Landesschulsprecher und Landesschulsprecherinnen seit 2011
| Jahr      | AHS                     | BMHS                | BS                      |
| --------- | ----------------------- | ------------------- | ----------------------- |
| 2011/2012 |                         | Simon Naschberger   |                         |
| 2012/2013 | Kristina Raggl          | Laura Pohl          | Alexander Meischl       |
| 2013/2014 | Dominik Berger          | Marco Troppmair     | Stefan Baumgartner      |
| 2014/2015 | Johannes Schretter      | Clara Köhler        | Emanuel Ralser          |
| 2015/2016 | Max Hagenbuchner        | Wolfgang Dummer     | Sarah Brantmayr         |
| 2016/2017 | Johann Katzlinger       | Peter Stöckl        | Alexander Kistara Fritz |
| 2017/2018 | Raphaela Höck           | Julia Wechselberger | Alexander Kistara Fritz |
| 2018/2019 | Rafael Ager             | Stefan Schiechtl    | Ferdinand Lerchster     |
| 2019/2020 | Leopold Plattner        | David Herzleier     | Ronja Posch             |
| 2020/2021 | Lea Wechselberger       | Lea Waldner         | Michael Maier           |
| 2021/2022 | Ivana Monz              | Michael Scharf      | Michael Maier           |
| 2022/2023 | Sophia Quirchmaier      | Julius Rasp         | Mario Savic             |
| 2023/2024 | Maximilian Steinlechner | Markus Thaler       | Maria Reiter            |
| 2024/25   | Sixtus Schmiderer       | Marco Wehinger      | Christian Elias Jud     |
| 2025/26   | Amélie Kammerlander     | Marco Wehinger      | Marc-Niklas Geiger      |

Aktive Mitglieder im Schuljahr 2022/23:
| AHS               | BMHS           | BS                 |
| ----------------- | -------------- | ------------------ |
| Sophia Quirchmair | Julius Rasp    | Mario Savic        |
| Tifernin Pletzer  | Lea Meyer      | Martin Stampfer    |
| Hannah Plattner   | Simon Plangger | Moritz Hanauer     |
| Christina Pfluger | David Auer     | Sebastian Jesacher |
| Gina Plattner     | Kathrin Schmid | Maximilian Camondo |
| Marc Naier        | Anando Wilhelm |                    |

Aktive Mitglieder im Schuljahr 2023/24:
| AHS                      | BMHS              | BS                 |
| ------------------------ | ----------------- | ------------------ |
| Maximilian Steinlechner, | Markus Thaler     | Maria Reiter       |
| Arian Schachner          | Paul Kolar        | Linda Schrötter    |
| Lena Kurzthaler          | Miriam Angerer    | Marko Pilic        |
| David Herzog             | Katharina Arnold  | Roland Urbanski    |
| Benjamin Dapoz           | Andreas Mauracher | Bianca Gassler     |
| Tiffernin Pletzer        | Lukas Auer        | Sarah Hüttenberger |